# 国本佳宏
国本 佳宏（くにもと よしひろ、1958年（昭和33年）6月2日 - ）は、日本の音楽プロデューサー、ソングライター、編曲家。広島県出身。

## 経歴
広島県出身。サザンオールスターズや冨田勲プロデュースのプラズマシンフォニーオーケストラなどで活動を行った後、渡米し、ノンスピーチサウンドによる情報伝達の研究を行う。
1978年より地元の広島こども文化科学館のプラネタリウムの音楽監督を担当し、1998年には延べ3,500時間（1998年時点）の宇宙をテーマにした作曲への業績に対し、国際天文学連合（IAU）により小惑星にクニモトの名前を命名される。

## 主な作品

### アーティスト
- サザンオールスターズ
  - アルバム「NUDE MAN」全曲・「Oh! クラウディア（管弦編曲）」
  - シングル
    - 「匂艶 THE NIGHT CLUB」C/W曲「走れ!! トーキョー・タウン」
    - 「Ya Ya (あの時代を忘れない) 」C/W曲「シャッポ」
- 電気グルーヴ
  - 「YESTERDAY」
- 戸川純
  - 「玉姫様」
  - 「憂悶の戯画」
  - 「蛹化の女」
  - 「さよならをおしえて」
  - 「恋のコリーダ」
- 若林志穂
  - 「テレフォン・キッス」
- 矢野有美
  - 「MAKIN' IT」
  - 「EAT YOU UP」
  - 「CUPID GIRL」
  - 「FOLLOW YOU」

### テレビ番組
- NHKニューステーマ（1984年：冨田勲プロデュース）
- 広島ホームテレビオープニング・クロージング - 1986年のロゴ変更から2000年のぽるぽる制定まで使われた。
- 朝6生ワイド（オープニングテーマ曲）

### アニメ音楽・イメージアルバム
- ダーティペアの大勝負 ノーランディアの謎 (1985年)
- 緑野原座フライト・プラネット(1987年)
- 魔天道ソナタ(1988年)
- プレーンブルー時間列車 [Time Train](1989年)
- 緑野原迷宮 Melodic Wave(1990年)
- ヤンキー愚連隊 なんぼのもんじゃい! (1991年)
- 巴がゆく! (1992年)
- おいら女蛮 決戦! パンス党 (1992年)
- ヤンキー愚連隊 なんぼのもんじゃい!2 (1993年)

### ゲーム音楽
- ザ・リターン・オブ・ビデオ・ゲーム・ミュージック
- ファミコン・ミュージック
- コナミ・ゲーム・ミュージック
- コナミ・ゲーム・ミュージックVOL.2
- ハドソン・ゲーム・ミュージック
- スーパーマリオブラザーズ3
- ステラアサルトSS（1996年：セガサターン）
- 宇宙機動ヴァンアーク（1999年：PlayStation）
- GALAXY ANGEL II 絶対領域の扉（2006：PlayStation 2）
- GALAXY ANGEL II 無限回廊の鍵（2007：PlayStation 2）
- GALAXY ANGEL II 永劫回帰の刻（2009：PlayStation 2）